# Stadion Łokomotiw w Mezdrze
Stadion Łokomotiw (bułg. Стадион Локомотив) – stadion sportowy w Mezdrze, w Bułgarii. Obiekt może pomieścić 3000 widzów. Swoje spotkania rozgrywają na nim piłkarze klubu Łokomotiw Mezdra.